# 페로 사람들의 사가
《페로 사람들의 사가》(고대 노르드어: Færeyinga Saga 페레위잉가 사가)는 노르드어 사가 작품 중 하나로서 페로 제도가 기독교를 받아들이고 노르웨이 왕국의 일부로 합병되는 과정을 다루고 있다.
1200년경 직후에 아이슬란드에서 쓰여졌다. 저자는 불명이고 원본은 소실되었으나 사본이 3개 필사본(트뤼그비의 아들 올라프의 최대의 사가, 평평한 섬의 서, AM 62 fol)에 보존되어 있는데, 각 사본마다 내용이 조금씩 다르다.